# Вуглехімія

Хімічна структура вугілля

Вуглехі́мія (рос. углехимия, англ. coal fuel chemistry, нім. Kohlechemie f) — галузь науки, яка вивчає загальну систематику різних твердих горючих копалин (ТГК) та їх визначальні ознаки, стадії розвитку ТГК, структуру і надмолекулярну організацію ТГК та їх перетворення при метаморфізмі, теоретичні основи процесів термічної та термохімічної деструкції ТГК, газифікації і деструктивної гідрогенізації палив.
Розробляє та здійснює процеси і методи термічної, хімічної переробки вугілля. Вуглехімія — теоретична основа коксохімії, процесів хіміко-технологічної переробки торфу і сланців, газифікації та гідрогенізації вугілля.

## Основні напрямки досліджень
- хімія ТГК (загальна систематика та стадії розвитку ТГК, походження, способи класифікації, їх характеристика, молекулярна

структура й надмолекулярна організація та методи їх дослідження, перетворення структури вугілля при метаморфізмі, функціональні групи, самоокислення та самозаймання вугілля).
- Теоретичні основи процесу термічної деструкції ТГК (закономірності піролізу, ТГК в ізотермічних та неізотермічних

умовах, основні етапи термічної деструкції, основи масо- та теплопередачі, механізм і кінетика процесу термічної деструкції, методи дослідження процесу).
- Теоретичні основи процесу газифікації палив і конверсії вуглеводневих газів (механізм і кінетика реакцій вуглецю з газами, хімічна адсорбція, дифузійно-кінетичні теорії процесів горіння та газифікації твердих палив).
- Технологія термохімічної деструкції ТГК без доступу повітря (особливості технологій переробки різних ТГК, енерготехнологічні методи використання палив, непаливне використання ТГК, закономірності основних процесів піролізу, хімічні продукти напівкоксування і коксування вугілля, їх уловлювання та переробка).
- Беззалишкова газифікація палив (сировина для одержання газів, інтенсивність процесу, енергетичний ККД, характеристика

продуктів газифікації).
- Деструктивна гідрогенізація палив і синтез вуглеводнів з водню та оксиду вуглецю (хімічні основи процесу й оцінка придатності ТГК для гідрогенізації, каталізатори і технологічні параметри, вихід і характеристика продуктів гідрогенізації, фізико-хімічні основи процесу синтезу з CO і H2).
- Інші методи переробки ТГК (екстракція органічними розчинниками, окислення).
- Технологія вуглеграфітових матеріалів (властивості матеріалів на основі вуглецю, сировина та технологічні основи технології вуглеграфітових матеріалів).
- Охорона навколишнього середовища в процесах переробки ТГК (основні джерела забруднення атмосфери, ґрунту і води, перехід до безвідходних технологій).

## Історія розвитку хімії вугілля
Гіпотезу про рослинне походження ТГК у 1757 р. сформулював М. В. Ломоносов і висловив ідею, що кам'яне вугілля походить з торфу. Перша робота з мікроскопічного дослідження вугілля належить гірничому інженеру Іваницькому О.Б. (1842 р.), що визначив основні положення вугільного метаморфізму як «поступовість переходу від торфу і бурого вугілля до найбільш кристалічних видів кам'яного вугілля й антрациту». Перший висновок про хімічну будову вугілля зробив Д. І. Менделєєв (1870 р.): «…вугілля повинне бути Сn, де n — велике».
Наприкінці XIX ст. виконано перші системні мікроскопічні дослідження ТГК (М. Д. Залеський, Ф. Н. Чернишов, Л. И. Лутугін, А. П. Карпінський), в яких ідентифіковано трансформовані рослинні тканини, оболонки спор і інші фрагменти рослин. У 1910 р. Потоньє Г. запропонував мінералогічну класифікацію, у якій ТГК (каустобіоліти) розділені на три генетичні групи (гуміти, сапропеліти, ліптобіоліти). У 1919 р. М. Стопс запропонувала петрографічну класифікацію, що розрізняла у вугіллі чотири основні інгредієнти (вітрен, фюзен, кларен, дюрен) і яка стала початком сучасної вугільної петрографії.
У період 1920–1930 у Німеччині, Англії, Франції, США, СРСР були створені спеціальні лабораторії петрографії. У 30-і роки XX ст. у вуглехімії назріла потреба в більш глибоких знань про структуру і реакційну здатність ТГК як функції генезису і ступеня метаморфізму.
Значний внесок у розвиток вуглехімії як самостійної науки і становлення наукових шкіл зробили В. Крим, Г. Стадников, М. Караваєв, В. Забавін, В. Веселовський, Л. Нестеренко, С. Аронов, Ю. Тютюнников, А. Камнєва, И. Калечиць, Т. Кухаренко, В. Касаточкін, В. Тутурина, Л. Христєва, Н. Грязнов, Н. Рус'янова, F.Bergius, F.Fischer, D.W.Van Krevelen, P.B.Hirsch, D.J.W.Kreulen, I.G.C.Dryden, B.Juttner і багато інших.
У СРСР підйом вуглехімії почався на початку 30-х років ХХ ст. з ініціативи академіка І. Губкіна, в 1934 р. організована перша профільна наукова установа — Інститут горючих копалин (Инстит горючих ископаемых (ИГИ) АН СРСР.
Історія вуглехімії в Україні започаткована роботами професора Харківського університету А. Чирикова (1880 р.), присвяченими розробці методів аналізу і класифікації вугілля. Подальший прогрес вуглехімії в Україні зв'язаний з діяльністю великих наукових шкіл, що працюють у напрямках вивчення складу і технічних характеристик ТГК (С. Аронов, Л. Нестеренко), розробки методів конверсії вугілля у кокс (М. Скляр), сульфоване вугілля (Ю. Тютюнников), гумінові кислоти (Л. Христєва), вуглецеві адсорбенти (К. Махорін, В. В. Стрєлко, М. Картель), дослідження структури і надмолекулярної організації ТГК (С. Баранов, В. Саранчук, Р. Кочканян). Розвинено теорію радикально-ланцюгового окиснення ТГК (Р. Кучер, Л. Бутузова, Т. Шендрік). Вивчено кінетику і каталіз оксідеструктивних реакцій ТГК (Є. Рудаков, В. Кучеренко, М. Савоськін) і процесів гідрогенізації вугілля (О. Осипов). Провідною установою в галузі вуглехімії в Україні є Інститут фізико-органічної хімії і вуглехімії ім. Л. Литвиненка НАН України.
В даний час вуглехімія є самостійним розділом сучасної хімії, який стабільно розвивається. Вона лежить в основі: оцінки ТГК як хіміко-технологічної сировини; удосконалення існуючих і розробки нових процесів конверсії ТГК; створення структурних і кінетичних моделей, що описують поведінку вугілля в різних реакціях; визначення екологічного впливу процесів і продуктів переробки ТГК. Головний пріоритет розвитку вуглехімії XXI століття — комплексне екологічно збалансоване використання широко розповсюдженої і значної за покладами вуглеводневої сировини.
Наукові основи і практика хімії вугілля. ТГК утворилися з палеобіомаси, відрізняються за ступенем метаморфізму, тобто ступенем перетворення первинного біоматеріалу в ряді торф — буре вугілля — кам'яне вугілля — антрацит — графіт.

## Предмет хімії вугілля
Предмет вуглехімії складають три великі розділи.
До першого розділу належать: а) кількісне визначення елементного складу різних видів ТГК, фізичних властивостей і технічних характеристик ТГК; б) ідентифікація і визначення індивідуальних хімічних сполук, що містяться у вугільному каркасі (СН4, ефіри жирних кислот); в) ідентифікація окремих фаз мінералів (піриту, кварцу, каолініту і ін.).
Фундаментальна задача опису фізичних характеристик ТГК (міцність, щільність та густина, теплоємність, електропровідність, магнітна сприйнятливість і ін.) ініціювала адаптацію відомих методів їх вимірювання у вуглехімії і привела до виявлення основних залежностей фізичних властивостей від генезису і ступеня метаморфізму. У вуглехімії використовують вузькоспеціальні технічні характеристики, властиві тільки ТГК (вихід летких речовин, спікливість, товщина пластичного шару, вихід гумінових кислот і ін.), необхідні для конкретних технологічних процесів переробки вугілля (насамперед — спалювання і коксування) і які є параметрами існуючих промислових класифікацій ТГК. Цей розділ вуглехімії почав розвиватися першим, виявивши основні відмінні ознаки різних видів ТГК, їх оцінки як сировини для хімічної промисловості та сформувавши основу для досліджень молекулярної структури і надмолекулярної організації ТГК. Основні методи: спектроскопія у видимій, ультрафіолетовій та інфрачервоній областях, ядерний (на ядрах С13, О18 і N15) та електронний магнітний резонанси, фотоелектронна спектроскопія, дифракція рентгенівських променів.
Другий розділ вуглехімії — дослідження молекулярної структури і надмолекулярної організації ТГК. Під молекулярною структурою розуміють хімічну будову середньостатистичної структурної одиниці (structural unit) вугільної органічної речовини, типи ковалентних та йонних зв'язків між одиницями (у тому числі за участю йонів металів), типи і число функціональних груп — аналогів груп індивідуальних О-, N-, S-вмісних органічних сполук. Під надмолекулярною організацією ТГК розуміють принципи впорядкування структурних одиниць у макромолекулярні просторові ансамблі (аґреґати, кластери, кристаліти), зв'язані міжмолекулярними нековалентними зв'язками (йонними, водневими, електроно-донорно-акцепторними, ван-дер-ваальсовими й ін.) в єдиний тривимірний вугільний каркас. Вивчення структури ТГК передбачає при проведенні хімічних реакцій зруйнування тривимірного вугільного каркаса (за найбільш м'яких умов) до більш низькомолекулярних продуктів.
Реакції, що застосовуються у вуглехімії, мають на меті впливати на: а) міжкластерні і міжмолекулярні водневі зв'язки шляхом обробки органічними основами (піридин, аміни), газами (СО2, СН4) під тиском (до 10 МПа), екстракцією полярними розчинниками при кімнатній температурі; б) йонні зв'язки обробкою ТГК кислотами і основами Бренстеда; в) електроно-донорно-акцепторні зв'язки впливом донорів електронів (калій у тетрагідрофурані, натрій у рідкому аміаку) або електроноакцепторів (J2, Br2, FeCl3, MoCl5, тетраціанетилен, тетрахлорхінон і ін.); г) певні типи ковалентних зв'язків і функціональних груп: ефірні (гетероліз у лужних середовищах), кислотні (йонний обмін, ацетилування), карбонільні (утворення гідразонів, відновлення B2H6, NaBH4, або LiAl4).
Третій розділ вуглехімії — теорія реакцій, які лежать в основі процесів переробки ТГК, що включають окиснювання, термоліз, гідрогенізацію й ін. Найбільш вивчена взаємодія ТГК з киснем. Реалізоване при високих температурах (800–1500°С) окиснення — основа процесу спалювання вугілля з метою одержання енергії. Середньотемпературне окиснення (200–800 °С) вивчається в зв'язку з газифікацією, окиснювальною модифікацією і стабільністю вуглецевих матеріалів при нагріванні. Низькотемпературне окиснення (≤ 200 °С) — у зв'язку з проблемами самозаймання вугілля в копальнях і місцях збереження. Особлива увага тут приділена каталізові горіння і інгібуванню самозаймання. Окрему група оксидеструктивних реакцій (обробка HNO3, HNO3-H2SO4, O2-NaOH під тиском) досліджують з метою конверсії ТГК в суміші бензолполікарбонових (від бензойної до мелітової) або аліфатичних кислот (аж до щавлевої) з наступним виділенням індивідуальних сполук.

## Окремі хімічні процеси переробки вугілля
Термоліз ТГК — сукупність термоініційованих реакцій деструкції (гомолітичної і гетеролітичної) і конденсації, що перебігають у тривимірних ґратках ТГК і приводять до утворення газів (СО, СО2, Н2, СН4 і ін.), сумішей летких індивідуальних речовин (гомологів бензолу, поліаренів, алканів, алкенів, гетероциклічних сполук) і твердого, збагаченого на вуглець продукту. Це напрямок вуглехімії є теоретичною основою коксохімії, карбонізації, термічного розчинення, а також служить додатковою інформаційною базою для інших термічних процесів переробки ТГК. Окрема галузь — термоліз ТГК в присутності кислот і основ Бренстеда і Льюїса, а також у присутності водяної пари або вуглекислого газу. Перший підхід важливий у плані каталізу термохімічних перетворень ТГК, а також як шлях керування характеристиками твердих продуктів. Деякі варіанти такого термолізу випробувані в промисловості, напр., одержання високопористих адсорбентів термолізом ТГК в присутності KOH, ZnCl2 або H3PO4. Другий лежить в основі двох процесів:
- 1) газифікації вугілля — конверсії органічної вугільної речовини в суміш СО і Н2, які використовують далі як енергетичний газ або синтез-газ;
- 2) «фізичної» активації часткової газифікації ТГК (600–900°С) з одержанням активованого вугілля — адсорбентів.

Гідрогенізація — конверсія твердих ТГК в рідкі продукти і газ — ґрунтується на сполученні реакцій термолізу і гідрування алкенів і радикалів, що утворюються, молекулярним воднем. Процес лежить в основі прямої конверсії вугілля в синтетичне рідке паливо (СРП) і є альтернативою одержанню СРП поєднанням газифікації вугілля в суміш СО і Н2 (синтез-газ) з наступним каталітичним синтезом вуглеводнів — компонентів СРП.
Пряме отримання хімічних продуктів — головна мета хімічних перетворень ТГК в полярних і неполярних середовищах. Найбільш вивчені взаємодія ТГК з органічними розчинниками (екстракція гірського воску) і лужними водними розчинами (вилучення гумінових кислот і гуматів лужних металів, що використовуються як стимулятори росту рослин, розріджувачі бурових розчинів, барвники деревини й ін.).
Для багатьох вуглехімічних процесів (особливо промислово значущих) досліджена формальна кінетика, вивчено вплив умов реакцій, а також генезису і ступеня метаморфізму ТГК на сполуки і характеристики продуктів, що утворюються.